# زرنة
الصرناية أو الزرنة آلة موسيقية هوائية تعمل بالنفخ تتألف من قصبتين وجسمها خشبي حيث يتم النفخ في القصبتين بواسطة الفم، وهي من الآلات الموسيقية الشعبية في شمال العراق وتركيا وأذربيجان وسوريا وإيران في المناطق الكردية، السريانية ، الآشورية و الأرمنية، ويعتقد أن التسمية فارسية بمعنى (الناي الجهير). تتصف الزرنة بصوت عالٍ جداً لذلك تشكل والطبل ثنائي إلزامي حيث يستخدمان عادة في الاحتفالات الشعبية والأعراس والرقصات الشعبية التراثية في العراء حيث على صوتهما تجري الدبكة والخگا عادة.

## وصلات خارجية
- صوت الزرنة